# Gitte Haenen
Gitte Haenen (Mortsel, 23 maart 1986) is een Belgisch voormalig thaibokster en para-atlete.

## Levensloop
Haenen - woonachtig in Kapellen - studeerde bewegingsrecreatie en behaalde een bachelor lichamelijke opvoeding. Reeds op jonge leeftijd was ze heel sportief. Zo beoefende ze onder meer zwemmen, atletiek, judo, volksdans, diepzeeduiken en pencak silat. Toen ze op haar zeventiende de ouderlijke woning verliet, begon ze met thaiboksen in de boksclub van Daniëlla Somers.
Op de Europese kampioenschappen van 2008 werd ze tweede en zowel op het EK als het wereldkampioenschap van 2009 werd ze derde. In 2010 sloeg evenwel het noodlot toe. Tijdens een training kreeg ze een misplaatste trap tegen haar been waarbij de voorste kruisband van haar linkerknie afscheurde. Haenen onderging vervolgens meerdere operaties maar in 2014 verslechterde haar knie en kreeg ze last van chronische pijn en zenuwbeschadiging waardoor ze morfine voorgeschreven kreeg. Na zes jaar (in 2016) werd besloten haar onderbeen tot boven de knie geamputeerd. Tijdens haar revalidatie startte ze - met behulp van een loopblade - opnieuw met sport. Ze legde zich toe op triatlon en amper een jaar later voltooide ze de triatlon van Deinze. Daarnaast richtte ze zich op de 100 meter en vanaf 2018 ook op het verspringen.
Dat jaar (2018) behaalde ze op het EK para-atletiek te Berlijn zilver in het verspringen en brons op de 100 meter in de klasse T63. Een prestatie die ze een jaar later herhaalde op de wereldkampioenschappen te Dubai. In 2021 nam ze in voorgenoemde disciplines deel aan de Paralympische Zomerspelen te Tokio. In het verspringen behaalde ze er een negende plek. Op de 100 meter miste ze nipt de finale en werd zo elfde in de totaaluitslag. In juli 2022 kondigde ze haar afscheid aan. Aanleiding was een hernia die mogelijks blijvende zenuwschade zou veroorzaken als ze aan topsport bleef doen. Ze ging aan de slag als G-sportchoach op de revalidatiediensten van het AZ Sint-Jan te Brugge en het BZIO te Oostende.
In 2018 was ze te zien in het Eén-programma Vandaag Over Een Jaar en in 2020 in de VRT-documentairereeks Sport/vrouw.